# Онсдорф
Онсдорф (нім. Onsdorf) — громада в Німеччині, розташована в землі Рейнланд-Пфальц. Входить до складу району Трір-Саарбург. Складова частина об'єднання громад Конц.
Площа — 3,42 км2. Населення становить 155 ос. (станом на 31 грудня 2020).